# Huawei Honor U8860
Huawei Honor (Huawei U8860, Huawei Glory) — смартфон компании Huawei.
Первое упоминание аппарата произошло в Китае в конце лета 2011 года. Изначально планировалось выпустить смартфон под именем Huawei Glory у американского оператора Cricket, а затем, уже под названием Honor U8860, в других странах. Официально смартфон был анонсирован 26 сентября 2011 года.

## Аппаратное обеспечение
Устройство базируется на платформе Qualcomm Snapdragon S2 MSM8255 «T». Тактовая частота одноядерного процессора 1 400 МГц (минимальная частота 122 МГц). Тип ЦПУ — Cortex-A8, архитектура — ARMv7, техпроцесс — 45 нм. Пару процессору составляет графический ускоритель — Adreno 205.
Результаты известных бенчмарков:
| Benchmark                            | Результат    |
| ------------------------------------ | ------------ |
| Quadrant                             | 2503         |
| Linpack                              | 54,65 MFLOPS |
| An3DBench XL                         | 31 444       |
| AnTuTu v2.4.3                        | 3736         |
| AnTuTu v2.5.4                        | 3704         |
| Smartbench 2011 (Productivity/Games) | 925 / 2221   |
| Smartbench 2012 (Productivity/Games) | 852 / 2183   |

За навигацию отвечает чип gpsOne седьмого поколения, позволяющий взаимодействовать с двумя спутниковыми системами — GPS и ГЛОНАСС.
Установленная литий-полимерная съёмная батарея ёмкостью 1930 мА·ч даёт возможность пользоваться гаджетом в активном режиме около двух суток.

### Особенности функциональности
В смартфоне установлено закалённое стекло. О пропущенных звонках, пришедших СМС или низком заряде батареи сигнализирует светодиодный индикатор на лицевой стороне телефона. На нижней стороне присутствует второй микрофон для подавления постороннего шума при разговоре.
Выпущены 2 версии аппарата: первая поддерживает мультитач в два касания, вторая — 5 одновременных касаний.
Под экраном расположены четыре сенсорные кнопки «Меню», «Домик», «Назад» и «Поиск».
Приложение HiSuite от Huawei позволяет синхронизировать данные по кабелю или при помощи Wi-Fi соединения.

## Программное обеспечение
Операционной системой устройства является Android 4.0.3 Ice Cream Sandwich. Ранее аппарат поставлялся с Android 2.3.5 Gingerbread. На данный момент возможна установка Android 5.1.1 Lollipop.
Поверх операционной системы действует интерфейсная оболочка aHome, которая положительно сказывается на потребительских качествах гаджета.
Предустановлены «облегчённая» версия офисного пакета Documents To Go и программы от Google и Яндекса